# Liste des woredas de la région des nations, nationalités et peuples du Sud
Voici la liste des 134 woredas de la région des nations, nationalités et peuples du Sud élaborée grâce au rapport 2015 de la CSA, l'agence centrale de statistique d'Éthiopie. Il existe également 4 woredas spéciaux parmi eux.
Les notes indiquent les woredas qui ont quitté la région des nations, nationalités et peuples du Sud en 2020 du fait de la création de la région Sidama, ceux qui l'ont quitté en 2021 du fait de la création de la région Éthiopie du Sud-Ouest et ceux qui sont passés en 2023 dans la région Éthiopie du Sud ou dans la région Éthiopie du Centre.
- Haut – A
- B
- C
- D
- E
- F
- G
- H
- I
- J
- K
- L
- M
- N
- O
- P
- Q
- R
- S
- T
- U
- V
- W
- X
- Y
- Z

## A
- Abeshege[4] ;
- Alaba (woreda spécial)[4] ;
- Aleta Wendo[1] ;
- Alicho Werero[4]  ;
- Alle[3] ;
- Amaro[3] ;
- Ana Lemo[4] ;
- Anderacha[2] ;
- Angacha[4] ;
- Arba Minch Zuria[3] ;
- Arbegona[1] ;
- Aroresa[1] ;
- Awasa[5] ;
- Awasa Zuria[1] ;
- Ayida ou Oyda[3] ;

## B
- Basketo[3] ;
- Bena Tsemay[3] ;
- Bensa[1] ;
- Bero[2] ;
- Bita[2] ;
- Boloso Bombe[3] ;
- Boloso Sore[3] ;
- Bona Zuria[1] ;
- Bonke[3] ;
- Boreda[3] ;
- Boricha[1] ;
- Bule[3] ;
- Burji[3] ;
- Bursa[1] ;

## C
- Cheha[4] ;
- Chena[2] ;
- Chencha[3] ;
- Cheta[2] ;
- Chire ou Chere[1] ;
- Chuko[1] ;

## D
- Dale[1] ;
- Dalocha[4] ;
- Damot Gale[3] ;
- Damot Pulasa[3] ;
- Damot Sore[3] ;
- Damot Weydie[3] ;
- Dara[1] ;
- Daramalo[3] ;
- Dasenech[3] ;
- Danboya[4] ;
- Debub Ari[3] ;
- Decha[2] ;
- Demba Gofa[3] ;
- Derashe[3] ;
- Diguna Fango[3] ;
- Dila Zuria[3] ;
- Dita[3] ;
- Doya Gena[4] ;
- Duna[4] ;

## E
- Endegagn[4] ;
- Enemorina Eaner[4] ;
- Esira[2] ;
- Est Azenet Berbere[4] ;
- Ezha[4] ;

## G
- Gedeb[3] ;
- Gelila ou Semen Ari[3] ;
- Gembora[4] ;
- Gena Bosa[2] ;
- Gesha[2] ;
- Geta[4] ;
- Gewata[2] ;
- Geze Gofa[3] ;
- Gnangatom[3] ;
- Gibe[4] ;
- Gimbo[2] ;
- Gorche[1] ;
- Goro[4] ;
- Gumer[4] ;
- Guraferda[2] ;

## H
- Hadero Tubito[4] ;
- Hamer[3] ;
- Hulla[1] ;
- Humbo[3] ;

## K
- Kacha Bira[4] ;
- Kediada Gambela[4] ;
- Kemba[3] ;
- Kindo Didaye[3] ;
- Kindo Koysha[3] ;
- Kochere[3] ;
- Kokir Gedebano[4] ;
- Konso[3] ;
- Konta (woreda spécial)[2] ;
- Kucha[3] ;

## L
- Lanfro[4] ;
- Limu[4] ;
- Loka Abaya[1] ;
- Loma Bosa[2] ;

## M
- Maji[2] ;
- Male[3] ;
- Malga[1] ;
- Mareka[2] ;
- Mareko[4] ;
- Masha[2] ;
- Meinit Goldiye[2] ;
- Meinit Shasha[2] ;
- Melekoza[3] ;
- Menjiwo[2] ;
- Meskan[4] ;
- Misha[4] ;
- Muhor Na Aklil[4] ;

## N
- Nord Bench[2] ;

## O
- Ofa[3] ;
- Ouest Abaya[3]  ;
- Ouest Azenet Berbere[4] ;

## S
- Sankurra[4] ;
- Sayilem[2] ;
- Selamago[3] ;
- Shashogo[4] ;
- Shebedino[1] ;
- She Bench ou Shay Bench[2] ;
- Sheko[2] ;
- Silt'e[4] ;
- Soddo[4] ;
- Sodo Zuria[3] ;
- Soro[4] ;
- Sud Bench[2] ;
- Surma[2] ;

## T
- Tembaro[4] ;
- Tocha[2] ;
- Tulo[2] ;

## U
- Ubadebretsehay[3] ;

## W
- Wenago[3] ;
- Wilbareg ou Wulbareg[4] ;
- Wondo Genet[1] ;
- Wonosho ou Wensho[1] ;

## Y
- Yeki[2] ;
- Yem (woreda spécial)[4] ;
- Yirgachefe[3] ;

## Z
- Zala[3].